# سازو آیدمتسو
سازو آیدمتسو (انگلیسی: Sazō Idemitsu; ۲۲ اوت ۱۸۸۵ – ۷ مارس ۱۹۸۱) کارآفرین و سیاستمدار اهل ژاپن بود، که در سال ۱۹۱۲ شرکت آیدمتسو کوسان را تأسیس کرد.